# Сафе
Сафе — один из языков гбе. Распространён в Бенине, в департаментах Атлантический, Куффо и Моно; около 170 тыс. носителей (2002).
Письменность языка сафе основана на латинском алфавите и включает следующие буквы: A a, An an, E e, Ɛ ɛ, Ɛn ɛn, I i, In in, O o, Ɔ ɔ, Ɔ n ɔn, U u, Un un, B b, C c, D d, Ɖ ɖ, F f, G g, Gb gb, Ɣ ɣ, H h, Hw hw, J j, K k, Kp kp, L l, M m, N n, Ny ny, Ŋ ŋ, P p, R r, S s, T t, V v, W w, X x, Xw xw, Y y, Z z.